# Association des informaticiens de langue française
L'association des informaticiens de langue française (AILF) est une association française fondée en 1981 avec pour objet d'étudier l'influence des nouvelles technologies de l'information et de la communication sur les sociétés et les cultures, principalement dans le monde francophone, et d'apporter des réponses concrètes aux problèmes posés par leur usage. En effet l'utilisateur est parfois confronté à un environnement informatique qui ne respecte ni sa langue, ni sa culture.
L'AILF se préoccupe des responsabilités qu'ont les informaticiens en tant que citoyens de leurs pays et membres d'une communauté mondiale. Elle se préoccupe du multilinguisme (une contrainte de l'Union européenne) et du rayonnement mondial de la langue française (francophonie). Elle entretient des relations avec la Délégation générale à la langue française et aux langues de France, et avec plusieurs ministères en France.
L'AILF est membre de l'Association des sciences et technologies de l'information (ASTI).
L'association tient des réunions sur des questions relatives à l'activité de ses groupes de travail : terminologie, langue technique informatique, Internet, localisation des logiciels, accentuation des caractères, etc.
Elle organise chaque année un colloque sur un sujet donné. En 2009, le colloque portait sur les figures de traits et la Text Encoding Initiative (TEI).
En 1995, en application de la loi Toubon, elle a été agréée pour trois ans par le ministre de la Justice et le ministre de la Culture comme association de défense de la langue française ; cet agrément n'a pas été renouvelé en 1998.